# Euparagia richardsi
Euparagia richardsi är en stekelart som beskrevs av Richard Mitchell Bohart och Karl V. Krombein 1979.
Euparagia richardsi ingår i släktet Euparagia och familjen Masaridae. Inga underarter finns listade i Catalogue of Life.